# Amiga 4000

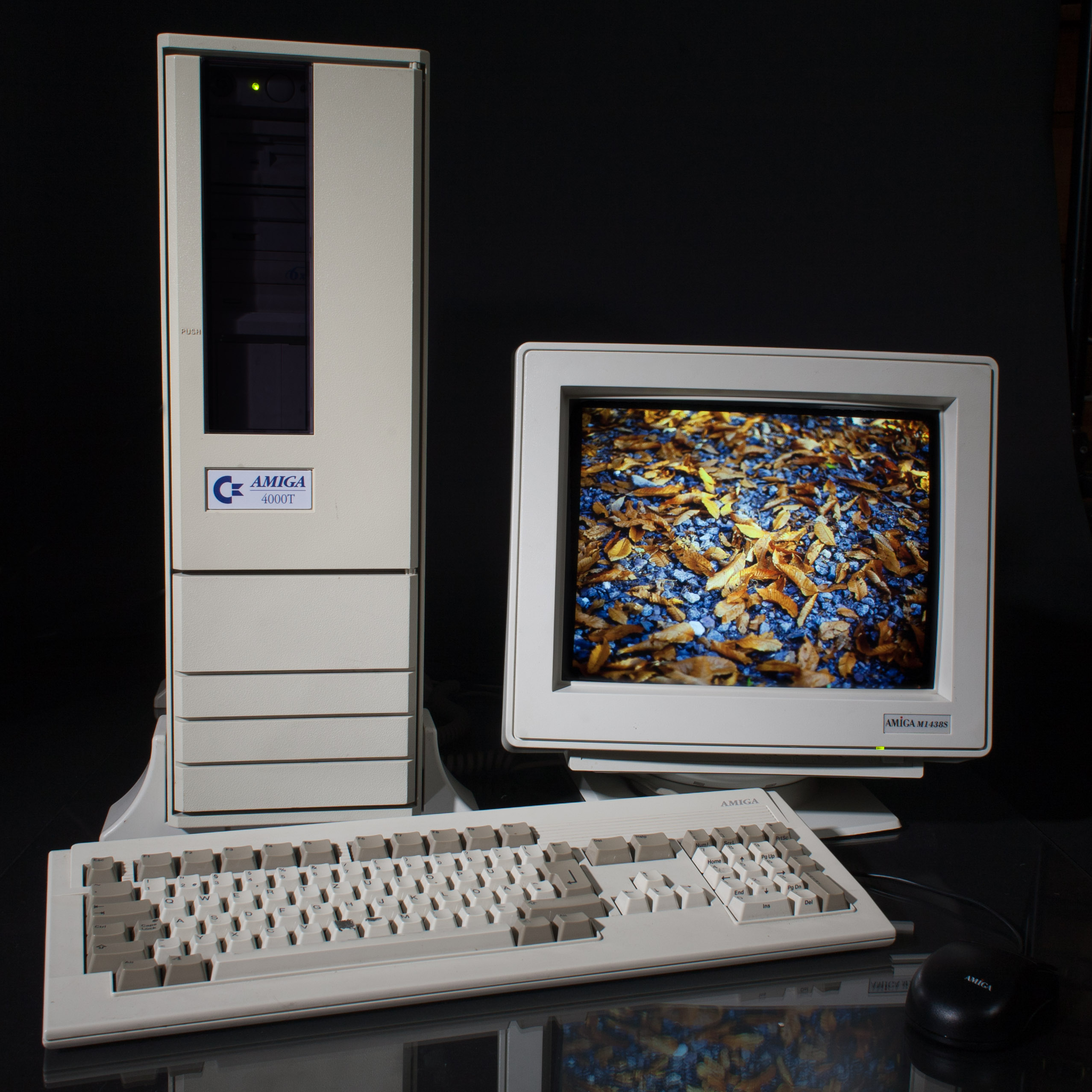
Amiga 4000T

Der Amiga 4000, ein Desktop-Computer, war eine technische Weiterentwicklung des Amiga 3000 und wurde Ende 1992 eingeführt. Es gab verschiedene Versionen des Rechners. Zunächst gehörte ein 25 MHz schneller Prozessor, der Motorola 68040, zur Grundausstattung. Wenig später folgten „Sparversionen“ mit einem 25-MHz-68030 (dieses Modell wurde dann Amiga 4000/EC30 getauft) und einem 68LC040. Sogar ein Amiga 4000 mit einem 68060-Prozessor war geplant; dieses Modell mit der Bezeichnung Amiga 4000/060 wurde jedoch in Deutschland nicht mehr ausgeliefert. In den USA lieferte Quikpak, der USA-Vertrieb des Unternehmens Amiga Inc., den Amiga 4000T auch mit einem 68060 aus, wegen des erneuten Konkurses jedoch nicht mehr in Europa.
Die große Neuerung des Amiga 4000 war der neue Grafikchipsatz AGA (in Deutschland AA genannt), der einen deutlichen Fortschritt gegenüber dem ECS Chipsatz des Vorgängermodells bedeutete.
Der Amiga 4000T (im Tower-Gehäuse) erschien 1993 und war das letzte Modell, das Commodore vor der Liquidierung auf den Markt bringen konnte. Lediglich 200 Exemplare sollen damals ausgeliefert worden sein. Amiga Technologies legte den Amiga 4000T später nahezu unverändert neu auf.

## Technische Ausstattung
- CPU: Motorola 68EC030 (ohne MMU, ohne FPU) mit 25 MHz, 68LC040 (mit MMU, ohne FPU) mit 25 MHz oder 68040 (mit MMU, mit FPU)[1]
- FPU: Im 68040 weitgehend integriert, fehlende Kommandos per Software
- Bus: 25 MHz
- RAM: 2 bis 18 MB on board (2 MB Chip-RAM und bis zu 16 MB zusätzlich RAM); aufrüstbar bis 128 MB via CPU-Slot und 512 MB per Zorro III-Slot
- ROM: 0,5 MB Kickstart ROM
- Chipsatz: AGA (in Deutschland AA genannt)
- Grafik: 24-bit Farbpalette (16,8 Millionen Farben), bis 256 Farben im Indexed-Modus, 262.144 Farben im HAM-8 Modus, Auflösungen: 320×200 bis 1280×400 interlaced (NTSC), 320×256 bis 1280×512 interlaced (PAL), 640×480 (VGA), 800×600i, 1024×768i
- Audio: 4 × 8-bit PCM-Kanäle (2 Stereo-Kanäle), 28 bis maximal 56 kHz DMA Sampling-Rate
- ATA-Interface (Name = scsi.device), das SCSI-Interface wurde gestrichen (beim A4000T jedoch wieder eingebaut)
- 3,5-Zoll-HD-Disketten-Laufwerk (Amiga-Format 1,76 MB, dies aber nur bei halbierter Umdrehungszahl, mit mitgeliefertem Treiber kompatibel zu PC-üblichen 1,44-MB-Disketten)
- internes 120-MB-3,5-Zoll-IDE-Festplattenlaufwerk (austauschbar)
- Optionaler flicker fixer für die Verwendung der AGA-(PAL/NTSC)-Customchips mit einem herkömmlichen VGA-Monitor
- intern Zorro-3-Slots (vergleichbar mit PCI-Slots im PC)
- Betriebssystem: AmigaOS 3.0 (Kickstart 3.0/Workbench 3.0)
- Die CPU wurde bei den späteren Versionen des A4000 und im A4000T nicht mehr direkt auf dem Mainboard aufgelötet. Stattdessen saß sie auf einer Prozessorkarte, welche sich im CPU Slot befand. Dieser CPU Slot war auch bei Amigas mit aufgelötetem Prozessor vorhanden und ermöglichte so den Einsatz schnellerer Prozessoren mithilfe sogenannter Turbokarten. So gab es von anderen Anbietern Dual-CPU-Boards mit einem PowerPC- und einem 68040- oder 68060-Prozessor (siehe PowerUP). War der Prozessor aufgelötet und es wurde eine Turbokarte benutzt, so wurde der aufgelötete Prozessor abgeschaltet.

Der onboard vorhandene RAM-Speicher von 2 MB (Chip-RAM für die AGA-Custom-Chips und die CPU, in der ersten Platinenversion auch als PS2-Steckmodul, später gelötet) kann durch 4 PS2-Module zu jeweils 4 MB um maximal 16 MB Fast-RAM (nur für die CPU) erweitert werden.
Durch Zorro-3-Steckkarten ist das RAM theoretisch auf bis zu 2 GB erweiterbar, in der Praxis gab es jedoch nur Erweiterungskarten mit maximal 256 MB Speicher. In den vorhandenen vier Zorro-Slots war somit bei Bestückung mit vier solcher Karten ein für die damalige Zeit enormer RAM-Ausbau von 1 GB möglich.

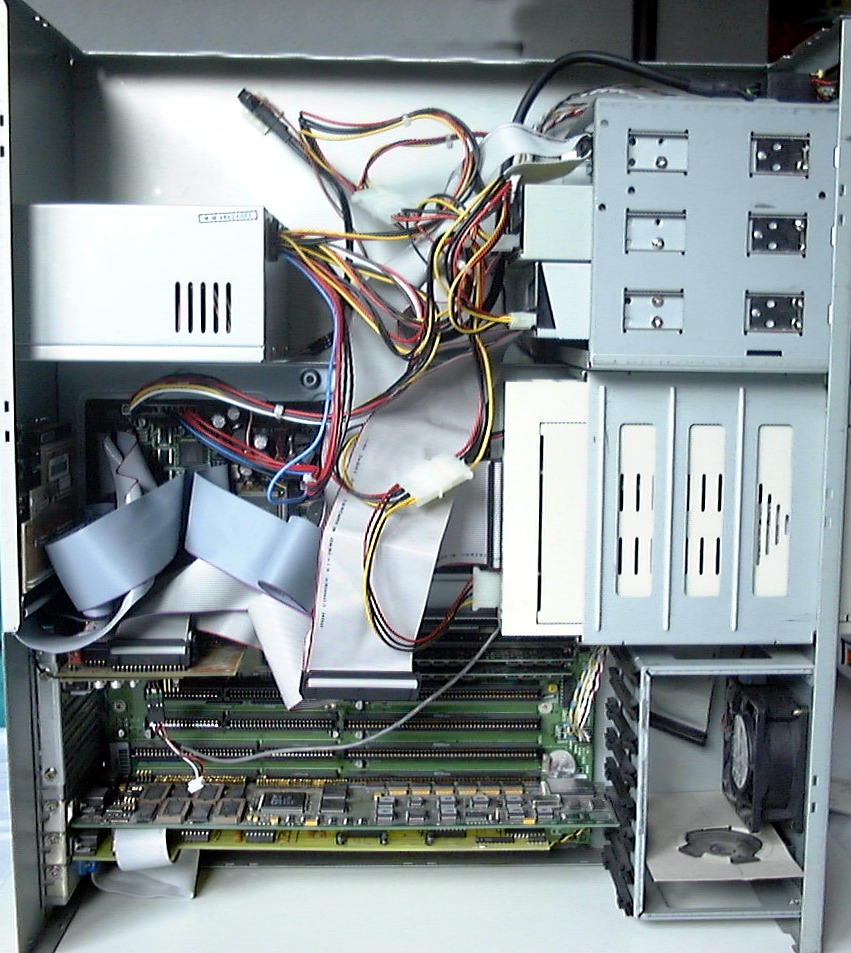
Innenansicht eines Commodore Amiga 4000T

## Modellausführungen
- Amiga 4000 im Desktop-Gehäuse mit AmigaOS 3.0 und lediglich IDE-Schnittstelle.
- Amiga 4000T (Commodore) im Tower-Gehäuse mit AmigaOS 3.1 und zusätzlich SCSI-II-Interface.
- Amiga 4000T (ESCOM) im geänderten Tower-Gehäuse mit AmigaOS 3.1 und zusätzlich SCSI-Interface.